# Pterolophia fusca
Pterolophia fusca là một loài bọ cánh cứng trong họ Cerambycidae.